# Número de Chandrasekhar
CEl número de Chandrasekhar es un número adimensional utilizado en la convección magnética para representar la relación que hay entre la fuerza de Lorentz y la viscosidad. Lleva el nombre del astrofísico indio Subrahmanyan Chandrasekhar.
La función principal del número es similar a una medida del campo magnético, siendo proporcional al cuadrado de un campo magnético característico en un sistema.

## Definición
El número de Chandrasekhar generalmente se denota por la letra {\displaystyle \ Q} y está motivado por una forma adimensional de las ecuaciones de Navier-Stokes en presencia de una fuerza magnética en las ecuaciones de magnetohidrodinámica:
{\displaystyle {\frac {1}{\sigma }}\left({\frac {\partial ^{}\mathbf {u} }{\partial t^{}}}\ +\ (\mathbf {u} \cdot \nabla )\mathbf {u} \right)\ =\ -{\mathbf {\nabla } }p\ +\ \nabla ^{2}\mathbf {u} \ +{\frac {\sigma }{\zeta }}{Q}\ ({\mathbf {\nabla } }\wedge \mathbf {B} )\wedge \mathbf {B} ,}
donde {\displaystyle \ \sigma } es el número de Prandtl  y {\displaystyle \ \zeta } es el número magnético de Prandtl.
El número de Chandrasekhar se define como:
| Símbolo                      | Nombre                            | Unidad  |
| ---------------------------- | --------------------------------- | ------- |
| {\displaystyle \mathrm {Q} } | Número de Chandrasekhar           |         |
| {\displaystyle \lambda }     | Coeficiente de difusión magnética |         |
| {\displaystyle \mu _{0}}     | Permeabilidad magnética           | H / m   |
| {\displaystyle B_{0}}        | Densidad de flujo magnético       | T       |
| {\displaystyle d}            | Escala de longitud del sistema    | m       |
| {\displaystyle \rho }        | Densidad del fluido               | kg / m3 |
| {\displaystyle \nu }         | Viscosidad cinemática             | m2 / s  |

Está relacionado con el número de Hartmann,{\displaystyle \ H}, por la relación:
| Símbolo                      | Nombre                  |
| ---------------------------- | ----------------------- |
| {\displaystyle \mathrm {Q} } | Número de Chandrasekhar |
| {\displaystyle \mathrm {H} } | Número de Hartmann      |